# 완득이 (영화)
"완득이"는 2011년에 개봉한 대한민국의 영화이다. 김려령의 동명 소설을 원작으로 한 작품이다.

## 줄거리
난쟁이 아버지와 가짜 삼촌 남민구와 옥탑방에서 평범한 삶을 살고 있던 완득이의 인생은 선생 동주(똥주)의 등장으로 한순간에 엉망이 되고 꼬여버린다. 욕을 밥 먹듯이 하고, 학생 괴롭히는 것을 낙으로 삼은 듯한 담임 똥주는 얼굴도 모르고 살았던 필리핀 출신 어머니를 찾아 완득이와 만나게 한다. 완득이는 처음에는 어머니가 불편했지만, 나중에는 어머니를 이해하고 배려하며 어머니와 좋은 관계를 이룬다. 그 후 완득이의 아버지는 동주(똥주), 남민구와 댄스 교습소를 차리게 된다.

## 캐스팅
- 유아인 : 도완득 역 (아역: 성유빈)
- 김윤석 : 이동주 역
- 박수영 : 도정복 역
- 이자스민 : 이숙희 역
- 김상호 : 이두식 역
- 김영재 : 남민구 역
- 박효주 : 이호정 역
- 강별 : 정윤하 역
- 김동영 : 혁주 역
- 조상건 : 동주 부 역 (특별출연)
- 안길강 : 관장 역 (특별출연)

- 수딥 바느지 : 핫산 역
- 조덕제 : 학생부장 역
- 김도영 : 세계사 선생님 역
- 김효숙 : 신발가게 주인 역
- 김윤태 : 파출소 경찰 역
- 차선영 : 수급품 지급 선생님
- 이태영 : 도진 역
- 천영암 : 관원 역
- 전헌태 : 인천체육관 관장 역
- 이영석 : 준호 역
- 에더린 : 핫산 부인 역
- 서대현 : 김 사범 역
- 김태현 : 카바레 기도 역
- 황정영 : 정현 역
- 고인범 : 과거 카바레 기도 역
- 김종만 : 과거 카바레 웨이터 역
- 이재구 : 과거 카바레 차력사 역
- 김민채 : 과거 카바레 중년여성 역
- 한은선 : 과거 카바레 여직원 역
- 최명경 : 과거 카바레 취객1 역
- 전승엽 : 과거 카바레 취객2 역
- 정한진 : 면회실 경찰 역
- 박일목 : 형사 역
- 유옥주 : 성남식당 여종업원 역
- 진명선 : 폐닭가게 주인 역
- 오상명 : 정 기사 역
- 안수호 : 재래시장 행상1 역
- 신창수 : 재래시장 행상2 역
- 서왕석 : 재래시장 남자1 역
- 이설구 : 재래시장 남자2 역
- 윤경호 : 재래시장 남자3 역
- 박민수 : 초등학교 상급생1 역
- 임정환 : 초등학교 상급생2 역
- 이우진 : 야구감독 역
- 임종천 : 야구심판(주심) 역
- 한복현 : 야구심판(부심) 역
- 자양중학교 야구부 : 중학생 완득 야구부 역
- 청량중학교 야구부 : 완득 야구부 상대팀 역
- 조병찬 : 상대 야구팀 코치 역
- 이정진 : 덕아웃 싸움 동료1 역
- 조세현 : 덕아웃 싸움 동료2 역
- 손병호 : 덕아웃 싸움 동료3 역
- 김관우 : 완득이 반 학생 역
- 김광섭 : 완득이 반 학생 역
- 김민영 : 완득이 반 학생 역
- 김수민 : 완득이 반 학생 역
- 김승진 : 완득이 반 학생 역
- 김신우 : 완득이 반 학생 역
- 김성훈 : 완득이 반 학생 역
- 김영삼 : 완득이 반 학생 역
- 권지수 : 완득이 반 학생 역
- 박소민 : 완득이 반 학생 역
- 박진아 : 완득이 반 학생 역
- 박종현 : 완득이 반 학생 역
- 서한별 : 완득이 반 학생 역
- 이경숙 : 완득이 반 학생 역
- 이유진 : 완득이 반 학생 역
- 이유근 : 완득이 반 학생 역
- 이승현 : 완득이 반 학생 역
- 이아롬 : 완득이 반 학생 역
- 이영호 : 완득이 반 학생 역
- 이호진 : 완득이 반 학생 역
- 오희준 : 완득이 반 학생 역
- 안선화 : 완득이 반 학생 역
- 엄혜수 : 완득이 반 학생 역
- 염인진 : 완득이 반 학생 역
- 윤혜린 : 완득이 반 학생 역
- 정단비 : 완득이 반 학생 역
- 장하늘 : 완득이 반 학생 역
- 차아름 : 완득이 반 학생 역

## OST
| #   | 제목                                      | 작사                            | 작곡           | 재생 시간 |
| --- | ----------------------------------------- | ------------------------------- | -------------- | --------- |
| 1.  | 〈Now Is The Time〉 (M.A.S.H)             | M.A.S.H, 220                    | M.A.S.H        | 4:23      |
| 2.  | 〈Where The Winds Are Blowing〉 (M.A.S.H) | M.A.S.H, 이재진, Tammy Lee Park | M.A.S.H        | 1:17      |
| 3.  | 〈Go For It〉                             |                                 | 정종혁         | 1:20      |
| 4.  | 〈The Game〉                              |                                 | 정종혁         | 1:07      |
| 5.  | 〈Road To Meet〉                          |                                 | 김영민         | 0:49      |
| 6.  | 〈Happy Dinner〉                          |                                 | 김영민         | 0:57      |
| 7.  | 〈Family〉                                |                                 | 이재진         | 2:18      |
| 8.  | 〈Date〉                                  |                                 | 김영민         | 1:33      |
| 9.  | 〈Punch〉                                 |                                 | 이재진         | 1:03      |
| 10. | 〈Would You〉                             |                                 | 이재진         | 0:39      |
| 11. | 〈My Mom〉                                |                                 | 이재진         | 0:29      |
| 12. | 〈Hug〉                                   |                                 | 이재진         | 2:18      |
| 13. | 〈Her Story〉                             |                                 | 이재진, 백승범 | 0:42      |
| 14. | 〈Wondering〉                             |                                 | 이재진         | 0:39      |
| 15. | 〈Happy Ending〉                          |                                 | 이재진         | 0:26      |

## 수상 및 후보
| 연도 | 시상식                                       | 상/부문                                                  | 수상/후보자          | 결과 | 출처  |
| ---- | -------------------------------------------- | -------------------------------------------------------- | -------------------- | ---- | ----- |
| 2011 | 한국영상응용연구소(KIFA) 선정 힐링 시네마    | 올해의 치유영화                                          | 완득이               | 수상 | [ 1 ] |
| 2011 | 씨네21 영화상                                | 올해의 남자배우                                          | 김윤석 (황해와 함께) | 수상 |       |
| 2012 | 제3회 올해의 영화상                          | 남우주연상                                               | 김윤석               | 수상 |       |
| 2012 | 제3회 올해의 영화상                          | 올해의 발견상                                            | 유아인               | 수상 |       |
| 2012 | 제3회 올해의 영화상                          | 올해의 홍보인상                                          | 이윤정 (퍼스트룩)    | 수상 |       |
| 2012 | 제62회 베를린 영화제                         | 수정곰상 (제너레이션14+ 장편부문)                        | 완득이 (이한)        | 후보 |       |
| 2012 | 제48회 백상예술대상                          | 영화부문 작품상                                          | 완득이               | 후보 |       |
| 2012 | 제48회 백상예술대상                          | 감독상                                                   | 이한                 | 후보 |       |
| 2012 | 제48회 백상예술대상                          | 영화부문 남자최우수연기상                                | 김윤석               | 후보 |       |
| 2012 | 제14회 우디네 극동영화제                     | 블랙드래곤 관객상                                        | 완득이 (이한)        | 3위  |       |
| 2012 | 제52회 즐린 국제 영화제                      | 골든 슬리퍼(Golden Slipper)상 (청소년 장편영화 경쟁부문) | 완득이 (이한)        | 후보 |       |
| 2012 | 제52회 즐린 국제 영화제                      | 에큐메니컬 상(Ecumenical Jury Award)                     | 완득이 (이한)        | 수상 |       |
| 2012 | 제16회 판타지아 영화제                       | 작품상 (공식 장편영화부문)                               | 완득이 (이한)        | 후보 |       |
| 2012 | 제13회 버스터 코펜하겐 아동청소년 국제영화제 | 작품상 (청소년영화 공식부문)                             | 완득이 (이한)        | 후보 |       |
| 2012 | 제21회 부일영화상                            | 최우수감독상                                             | 이한                 | 수상 |       |
| 2012 | 제21회 부일영화상                            | 남우주연상                                               | 김윤석               | 후보 |       |
| 2012 | 제21회 부일영화상                            | 남우주연상                                               | 유아인               | 후보 |       |
| 2012 | 제33회 청룡영화상                            | 남우주연상                                               | 김윤석               | 후보 |       |
| 2012 | 제33회 청룡영화상                            | 여우조연상                                               | 박효주               | 후보 |       |
| 2012 | 제16회 탈린 블랙나이츠 영화제                | 작품상 (Just Film 청소년 부문)                           | 완득이 (이한)        | 후보 |       |

## 같이 보기
- "완득이" : 영화의 원작 소설이다.